# Монголія на літніх Олімпійських іграх 2020
Монголію на літніх Олімпійських іграх 2020 представляли сорок три спортсмени в десятьох видах спорту.

## Спортсмени
| Вид спорту       | Чоловіки | Жінки | Загалом |
| ---------------- | -------- | ----- | ------- |
| Стрільба з лука  | 1        | 1     | 2       |
| Легка атлетика   | 2        | 1     | 3       |
| Баскетбол        | 0        | 4     | 4       |
| Бокс             | 2        | 1     | 3       |
| Дзюдо            | 7        | 5     | 12      |
| Стрільба         | 1        | 3     | 4       |
| Плавання         | 1        | 1     | 2       |
| Настільний теніс | 1        | 1     | 2       |
| Важка атлетика   | 0        | 2     | 2       |
| Боротьба         | 3        | 6     | 9       |
| Загалом          | 18       | 25    | 43      |